# Ulf Andersson (sångare)
Ulf Andersson, född 29 augusti 1948, död 18 oktober 2023 i Malmö, var en svensk rock- och countrysångare och musiker (trummis) 
Ulf Andersson har spelat i bandet The Gonks som låg högt placerade på Tio i topp och Kvällstoppen 1967 med låten "Loppan". Han har sjungit med svenska dansband under 1970-talet, exempelvis Dinos Showband, varit frontman i soulbandet The Midnight Hour, sångare i Johnny’s Boogie Band och kapellmästare/sångare i egna konstellationen Rock'N'Roll Torpedoes, som gjorde över 600 spelningar under de tio år som de turnerade runt i Sverige. Dessutom var han support act till Bryan Adams vid konserten på Christinehofs slott 2007 samt har framträtt på Kulturbolaget i Malmö tillsammans Fabulous Thunderbirds och Dave Edmunds.
År 2008 debuterade han som soloartist med nya bandet The Wild Bunch, och solodebuten liksom nästa skiva, Wanted, som kom 2010, mottogs positivt.

## Skivutgivning (cd)
- Shout Bama Lama - Johnny’s Boogie Band (Bama Lama Records) 1994
- Let the good times roll - Johnny’s Boogie Band (Bama Lama Records) 1996
- Almost Grown - Rock’n’Roll Torpedoes (Torpedoe Records) 1997
- 13 Tracks - Rock’n’Roll Torpedoes (Torpedoe Records) 1999
- Full Speed Ahead - Rock’n’Roll Torpedoes (Dusty Records) 2004
- A tribute to Kim Dollar - Rock’n’Roll Torpedoes (Dusty Records) 2005
- It’s about time - solodebut med THE WILD BUNCH (rootsy) 2008
- Wanted - solo cd nr 2 - med THE WILD BUNCH (rootsy) 2010

## Teater

### Roller
| År   | Roll           | Produktion                         | Regi        | Teater       |
| ---- | -------------- | ---------------------------------- | ----------- | ------------ |
| 2006 | Vince Fontaine | Grease Jim Jacobs och Warren Casey | Eva Rydberg | Nöjesteatern |